# Roger Gries
Roger Gries (* 10. August 1965 in Königshofen/Spessart) ist ein ehemaliger deutscher Ringer.

## Werdegang
Roger Gries wuchs in seinem Geburtsort auf und begann dort schon als Kind mit dem Ringen. Er entwickelte sich dabei zu einem hervorragenden Ringer im griech.-röm. Stil. Schon bald gehörte er zu den besten deutschen Nachwuchsringern und wurde 1985 deutscher A-Jugendmeister (internationale Bezeichnung: Juniors = Altersgruppe bis zum 18. Lebensjahr). Bei den deutschen Junioren-Meisterschaften (Espoirs = Altersgruppe bis zum 20. Lebensjahr) im Jahre 1985 wurde er hinter Andreas Steinbach aus Lahr-Kuhbach deutscher Vizemeister. Andreas Steinbach wurde dann auf nationaler Ebene in den nächsten Jahren einer der Hauptkonkurrenten von Roger Gries.
Überhaupt hatte Roger Gries während seiner gesamten internationalen Ringerkarriere immer damit zu kämpfen, sich in der Bundesrepublik und ab 1991 in der gesamtdeutschen Ringermannschaft durchzusetzen. Er hatte es dabei neben Andreas Steinbach mit Weltklasseathleten wie Uwe Sachs aus Freiburg im Breisgau, Gerhard Himmel aus Aschaffenburg, Weltmeister 1989, Maik Bullmann aus Frankfurt (Oder), Olympiasieger 1992 und Olaf Koschnitzke ebenfalls aus Frankfurt (Oder) zu tun. Häufig musste er statt im Halbschwergewicht im Schwergewicht starten, um einem dieser Ringer aus dem Weg zu gehen. Trotzdem kam Roger Gries zu einigen Einsätzen bei internationalen Meisterschaften, die auch von Erfolg gekrönt waren.
Seine internationale Karriere begann bereits 1983, als er bei der Junioren-WM (Juniors) in Oak Lawns/USA in der Klasse bis 81 kg Körpergewicht hinter dem sowjetischen Sportler Naumenko den 2. Platz belegte. Einen hervorragenden 2. Platz belegte er auch bei der Junioren-WM (Espoirs) in Colorado Springs. Hier musste er sich nur dem sowjetischen Sportler Sauri Iwanoschwili geschlagen geben.
Seinen Einstand bei internationalen Meisterschaften der Senioren gab er 1986. Er vermochte sich aber weder bei der Europameisterschaft in Athen und noch bei der Weltmeisterschaft in Budapest im Vorderfeld zu platzieren.
In der Qualifikation für die Olympischen Spiele 1988 in Seoul scheiterte Roger Gries im Halbschwergewicht knapp an Andreas Steinbach. Dafür kam er bei der Weltmeisterschaft 1989 im schweizerischen Martigny im Halbschwergewicht zum Einsatz. Er zeigte dort hervorragende Kämpfe und besiegte u. a. die Weltklasseathleten Franz Pitschmann aus Österreich, Uen Jin-Han aus Südkorea und Sjarhej Dsjamjaschkewitsch aus der Sowjetunion. Der Lohn für seine guten Leistungen war der 3. Platz und damit die WM-Bronzemedaille.
Auch bei den Europameisterschaften 1990 und 1993 zeigte Roger Gries gute Leistungen, was der 5. Platz 1990 in Poznań und der 6. Platz 1993 in Istanbul beweisen. Einen Achtungserfolg besonderer Art erzielte der Bundeswehrangehörige auch bei der Militär-Weltmeisterschaft in Quantico/USA, denn er wurde dort Militär-Weltmeister vor Jerry Jackson aus den USA und Tahir Yılmaz aus der Türkei.
Roger Gries, der auch jahrelang in der Bundesligastaffel RWG Mömbis-Königshofen stand, beendete 1994 seine internationale Ringerlaufbahn.

## Internationale Erfolge
(WM = Weltmeisterschaft, EM = Europameisterschaft, GR = griech.-röm. Stil, Hs = Halbschwergewicht, S = Schwergewicht, damals bis 90 kg bzw. 100 kg Körpergewicht)
- 1983, 2. Platz, Junioren-WM (Juniors) in Oak Lawns/USA, GR, bis 81 kg Körpergewicht, hinter Igor Naumenko, UdSSR u. vor Johannes Meindl, Österreich u. Hideyuki Numura, Japan;
- 1985, 2. Platz, Turnier in Götzis/Österreich, GR, Hs, hinter Sándor Major, Ungarn Zbigniew Gluk, Polen, Andrzej Wroński, Polen u. Karl-Heinz Heinze, BRD;
- 1985, 2. Platz, Junioren-WM (Espoirs) in Colorado Springs/USA, GR, Hs, hinter Sauri Iwanoschwili, UdSSR u. vor Sándor Major, Stanislaw Tanew, Bulgarien, Andrzej Wroński u. Todd Seiler, USA;
- 1986, 7. Platz, EM in Athen, GR, Hs, nach Freilos in der 1. Runde, Punktniederlagen gegen Atanas Komtschew, Bulgarien u. Ilie Matei, Rumänien;
- 1986, 11. Platz, WM in Budapest, GR, Hs, mit einem Sieg über Olaf Koschnitzke, DDR u. Niederlagen gegen Yasutoshi Moriyama, Japan u. Andrzej Malina, Polen;
- 1989, 3. Platz, WM in Martigny/Schweiz, GR, Hs, mit Siegen über Henri Meiss, Frankreich, Radosław Turkot, Polen, Sjarhej Dsjamjaschkewitsch, UdSSR u. Franz Pitschmann, Österreich u. einer Niederlage gegen Michael Foy, USA;
- 1990, 5. Platz, EM in Posen, GR, S, mit Siegen über Dušan Masár, CSSR, Panagiotis Pikilidis, Griechenland u. Ferenc Takács, Ungarn u. Niederlagen gegen Ion Iremicius, Rumänien u. Anatol Fedarenka, UdSSR;
- 1991, 1. Platz, CISM-Militär-WM in Quantico/USA, GR, S, vor Jerry Jackson, USA, Tahir Yılmaz, Türkei, Omrane Ayari, Tunesien u. Akhbar Ayub, Pakistan;
- 1992, 4. Platz, Grosser Preis der Bundesrepublik Deutschland in Kelheim, GR, S, hinter Sjarhej Dsjamjaschkewitsch, Norbert Növényi, Ungarn u. Andreas Steinbach, BRD u. vor Tahir Yılmaz u. Dušan Masár;
- 1993, 4. Platz, Turnier in Paris, GR, S, hinter Andrzej Wroński, Song Sun-Ul, Südkorea u. Heorhij Soldadse, Russland;
- 1993, 6. Platz, EM in Istanbul, GR, S, mit Siegen über Ioannis Kaltsidis, Griechenland u. Ion Iremicius u. Niederlagen gegen Ibragim Tschawtschalow, Russland, Tengis Teodoradse, Georgien u. Tahir Yılmaz;
- 1993, unpl., WM in Stockholm, GR, S, nach einer Niederlage in der 1. Runde gegen Igor Dapikow, Kasachstan, ausgeschieden

## Länderkämpfe
- 1990, BRD gegen Ungarn, GR, Hs, Punktsieg über Sandor Major,
- 1990, BRD gegen DDR, GR, Hs, Punktsieg über Olaf Koschnitzke

## Deutsche Meisterschaften
- 1986, 2. Platz, GR, Hs, hinter Uwe Sachs, Freiburg im Breisgau-Haslach u. vor H.-Dieter Schulz,
- 1988, 2. Platz, GR, Hs, hinter Andreas Steinbach, Lahr-Kuhbach u. vor Franz Achter, Hallbergmoos,
- 1989, 3. Platz, GR, Hs, hinter Andreas Steinbach u. Rainer Weber, Nürnberg,
- 1990, 1. Platz, GR, Hs, vor Andreas Steinbach u. Franz Achter,
- 1991, 1. Platz, GR, S, vor Thomas Horschel, Lampertheim u. Leo Sawadsky, Kirrlach,
- 1992, 1. Platz, GR, S, vor Andreas Steinbach u. Torsten Feiertag, AC Goldbach,
- 1993, 1. Platz, GR, S, vor Andreas Brüchert, Sulzbach u. Torsten Feiertag, Waldaschaff